# Rampage: President Down
Rampage: President Down ist ein kanadischer Actionfilm in Koproduktion von Uwe Boll aus dem Jahr 2016. Es ist die Fortsetzung von Rampage: Capital Punishment (2014).

## Inhalt
Drei Jahre nach seinem zweiten Amoklauf bei einem Fernsehsender in Washington D.C. kehrt Bill Williamson aus seinem Versteck zurück und ermordet mit einem Scharfschützengewehr auch den Präsidenten der Vereinigten Staaten sowie den Vizepräsidenten und den Secretary of Defense.
Während er sich in seiner Hütte im nahe gelegenen Wald versteckt, verspottet Bill die Behörden und bereitet sich auf einen letzten Angriff vor. Auf dem Höhepunkt übernimmt und tötet Bill Dutzende weitere Polizisten, die seinen Stützpunkt im Wald angreifen, aber nachdem er die gesamte Polizei, das SWAT und das FBI getötet hat, wird Bill tödlich verwundet und stirbt später. Einige Zeit später veranlasst die Nachricht von seinem Tod jedoch Tausende von Menschen in den gesamten USA, endlich ihrer Wut gegenüber der Elite und den Reichen nachzukommen, wie in Bills früheren Videoaussagen angewiesen, was zu landesweitem Chaos führt. Es endet damit, dass ein Fernsehsender über all die Massenerschießungen und das Chaos berichtet, bevor der Sender selbst von dem Obdachlosen angegriffen wird, der sich der Kamera nähert und behauptet, Williamson habe sein Leben verändert, bevor er die Kamera drehte.

## Produktion und Veröffentlichung
Die Dreharbeiten fanden im Januar 2016 in Langley und Maple Ridge statt. Das Budget des Films betrug 750.000 US-Dollar. Der Film kam am 6. September 2016 raus. Am 27. August 2016 erschien der Film in einer ungekürzten Fassung mit der Altersfreigabe „keine Jugendfreigabe“ in Deutschland.

## Synchronisation
| Figur               | Schauspieler         | Deutscher Synchronsprecher |
| ------------------- | -------------------- | -------------------------- |
| Bill Williamson     | Brendan Fletcher     | Sebastian Schulz           |
| Agent James Molokai | Steve Baran          | Johannes Raspe             |
| Agent Murray        | Scott Patey          | Christian Wunderlich       |
| Agent Vincent Jones | Ryan McDonell        | Michael-Che Koch           |
| Crystal             | Yan-Kay Crystal Lowe | Claudia Dalchow            |
| Mr. Williamson      | Matt Frewer          | Daniel Werner              |

## Rezeption
- Lexikon des internationalen Films: „Krude Abrechnung mit dem US-amerikanischen Establishment als abschließender Teil der „Rampage“-Trilogie von Trash-Regisseur Uwe Boll. Gewaltkaskaden wechseln mit geschwätzigen Sequenzen, in denen sich der Antiheld als drastischer „Wut-Bürger“ und Rächer des kleinen Mannes gebärdet.“[5]